# Phil van Tongeren
Phil van Tongeren (1957) is een Nederlands scenarioschrijver, regisseur en muzikant.
Van Tongeren doorliep de Rietveld Academie, richting Audiovisuele Vorming. Hij maakte als toetsenist deel uit van de Amsterdamse band Blue Murder en regisseerde een aantal videoclips. Daarnaast is hij scenarioschrijver en was hij betrokken bij de oprichting van het horrorfilmtijdschrift Schokkend Nieuws. Van Tongeren is tevens directeur van het IMAGINE Amsterdam Fantastic Film Festival.